# باربرا تاكر
باربرا تاكر (بالإنجليزية: Barbara Tucker)‏ هي موسيقية ومغنية مؤلفة وملحنة ومغنية أمريكية، ولدت في 19 مارس 1967 في بروكلين في الولايات المتحدة.

## وصلات خارجية
- الموقع الرسمي
- باربرا تاكر على موقع ميوزك برينز (الإنجليزية)
- باربرا تاكر على موقع أول ميوزيك (الإنجليزية)
- باربرا تاكر على موقع ديسكوغز (الإنجليزية)